# Clive Barker
Clive Barker (Liverpool, Inglaterra, 5 de octubre de 1952) es un escritor, director de cine y artista visual británico.

## Biografía
Estudió Inglés y Filosofía en la Universidad de Liverpool. Barker es uno de los más aclamados autores en los géneros de horror y fantasía. Inició su carrera con diversos relatos de horror recopilados en la serie Libros de Sangre (Books of Blood) y la novela faustiana El libro de las maldiciones (The damnation game). Posteriormente se trasladó hacia el género de la fantasía moderna con toques de horror. El estilo más característico de Barker es la idea de que existe un mundo subyacente y oculto que convive con el nuestro (idea que comparte con Neil Gaiman), el rol de la sexualidad en lo sobrenatural y la construcción de mitologías coherentes, complejas y detalladas.
Libros de Sangre fue publicado en Estados Unidos en una edición barata. Sin embargo, la originalidad, intensidad y calidad de las historias hicieron que el ya popular por entonces Stephen King manifestara: “He visto el futuro del horror y su nombre es Clive Barker” (parafraseando una famosa frase dicha sobre Bruce Springsteen en sus comienzos).

## Obras

### Novelas
Serie Hellraiser:
1. Hellraiser (The Hellbound Heart) (1986). La Factoría de Ideas, col. Solaris Terror 2005, ISBN 978-84-9800-149-5. Reedición como Hellraiser. El corazón condenado, La Factoría de Ideas, Bolsillo de Ideas 2008, ISBN 978-84-9800-392-5; Hermida Editores, 2017, ISBN 9788494664762. Novela corta
2. Los evangelios escarlata (The Scarlet Gospels) (2015). Hermida Editores, 2021, ISBN 978-84-123826-3-1.

Serie Book of the Art:
1. El gran espectáculo secreto (The Great and Secret Show) (1989). Plaza y Janés, 1991, ISBN 84-01-32368-1. Reedición: Plaza y Janés Jet, 1994, ISBN 978-84-01-46513-0
2. Everville (1994)

Serie Abarat:
1. Abarat (2002). Editorial Oz, 2014, ISBN 978-84-941729-9-1
2. Días de magia, noches de guerra (Days of Magic, Nights of War) (2004). Editorial Oz, 2016, ISBN 978-84-16224-17-3
3. Medianoche absoluta (Absolute Midnight) (2011)

Independientes:
- El juego de las maldiciones (The Damnation Game) (1985). Ediciones Versal, 1987, ISBN 84-86311-70-5. Reedición: La Factoría de Ideas, 2008, ISBN 978-84-9800-370-3
- Sortilegio (Weaveworld) (1987). Plaza y Janés, 1988, ISBN 84-01-32271-5. Reedición: Plaza y Janés Jet, 1994, ISBN 978-84-01-46511-6
- Cabal (1988). Plaza y Janés, 1989, ISBN 84-01-32308-8. Reedición: Plaza y Janés Jet, 1994, ISBN 978-84-01-46512-3. Reedición: Círculo de Lectores, col. La Cámara del Terror, 2000, ISBN 978-84-226-8333-9. Reedición: Editorial Valdemar, colección Gótica 127, 2022. Novela corta
- Imajica (1991). Editada en dos volúmenes:
  1. Imajica: El quinto dominio. La Factoría de Ideas, 2006, ISBN 978-84-9800-245-4
  2. Imajica: La reconciliación. La Factoría de Ideas, 2006, ISBN 978-84-9800-260-7
- El ladrón de días (The Thief of Always) (1992). Ediciones Grijalbo, 1993, ISBN 84-253-2597-8. Reedición: Grijalbo, 1993, ISBN 84-253-2226-X
- Sacrament (1996)
- Galilee (1998)
- Coldheart Canyon (2001)
- Tortured Souls (2001). Novela corta con los personajes de las seis primeras figuras de acción de Tortured Souls. En 2015 se publicó con el título Tortured Souls: The Legend of Primordium.
- The Infernal Parade (2004). Novela corta sobre la historia de los personajes de la serie de seis figuras de acción de The Infernal Parade. En 2017 se publicó con el título Infernal Parade.
- Demonio de libro (Mister B. Gone) (2007). La Factoría de Ideas, 2009, ISBN 978-84-9800-480-9
- Mr. Maximillian Bacchus And His Travelling Circus (2009)
- Chiliad: A Meditation (2014)

### Cuentos
Colecciones:
- Libros de sangre (Books of Blood), colección de 30 cuentos y novelas cortas, dividida en volúmenes:[2][3]
  - La edición original consta de 6 volúmenes:
    1. Libros sangrientos 1 o Libro de sangre. Vol. 1 (Books of Blood: Volume One) (1984), ISBN 9780425083895, colección de 1 cuento y 5 novelas cortas:
"The Book of Blood", "The Midnight Meat Train" (novela corta), "The Yattering and Jack" (novela corta), "Pig Blood Blues" (novela corta), "Sex, Death and Starshine" (novela corta), "In the Hills, the Cities" (novela corta)
    2. Libros sangrientos 2 o Libro de sangre. Vol. 2 (Books of Blood, Volume Two, o Books of Blood, Volume II) (1984), ISBN 9780722114131, colección de 5 novelas cortas:
"Dread", "Hell's Event", "Jacqueline Ess: Her Will And Testament", "The Skins of the Fathers", "New Murders in the Rue Morgue"
    3. Libro de sangre. Vol. 3 (Books of Blood, Volume Three, o Books of Blood 3) (1984), ISBN 9780751511697, colección de 5 novelas cortas:
"Son of Celluloid", "Rawhead Rex", "Confessions of a (Pornographer's) Shroud", "Scape-Goats", "Human Remains"
    4. Books of Blood: Volume IV, o The Inhuman Condition (1985), ISBN 9780722113738, colección de 1 cuento y 4 novelas cortas:[4]
"The Body Politic" (novela corta), "The Inhuman Condition" (novela corta), "Revelations" (novela corta), "Down, Satan!", "The Age of Desire" (novela corta)
    5. Books of Blood: Volume V, o In the Flesh (1985), ISBN 9780722113745, colección de 4 novelas cortas:
"The Forbidden", "The Madonna", "Babel's Children", "In the Flesh"
    6. Books of Blood: Volume VI, o Books of Blood 6 (1985), ISBN 9780722113752, colección de 1 cuento y 4 novelas cortas:
"The Life of Death" (novela corta), "How Spoilers Bleed" (novela corta), "Twilight at the Towers" (novela corta), "The Last Illusion" (novela corta), "On Jerusalem Street"

  - En español se ha editado en 5 y en 2 volúmenes:
    - 5 volúmenes, por Ed. Planeta y Ed. Martínez Roca:
      1. Libros sangrientos 1 (Books of Blood I) (1984). Ed. Planeta, col. Fábula, 1986, ISBN 84-320-4661-2. Reedición: Martínez Roca Bolsillo, 1994, ISBN 978-84-270-1895-2
      2. Libros sangrientos 2 (Books of Blood II) (1984). Ed. Planeta, col. Fábula, 1987, ISBN 84-320-4675-2. Reedición: Martínez Roca Bolsillo, 1994, ISBN 978-84-270-1896-9
      3. Libros sangrientos 3 (Books of Blood III) (1984). Ed. Planeta, col. Fábula, 1987, ISBN 84-320-4684-1. Reedición: Martínez Roca Bolsillo, 1995, ISBN 978-84-270-1897-6
      4. Sangre (Books of Blood IV / Books of Blood V) (1985). Ed. Martínez Roca, col. Gran Super Terror, 1987. Reedición: Martínez Roca Bolsillo, 1993, ISBN 978-84-270-1786-3
      5. Sangre 2 (Books of Blood V / Books of Blood VI) (1985). Ed. Martínez Roca, col. Gran Super Terror, 1988, ISBN 84-270-1200-4. Reedición: Martínez Roca Bolsillo, ISBN 978-84-270-1786-3

    - 2 volúmenes, por Editorial Valdemar:
      1. Libros de Sangre: Volúmenes I, II y III (2017), Colección Gótica #103, ISBN 97884-7702-830-7
      2. Libros de Sangre II: Volúmenes IV, V y VI (2017), Colección Gótica #108, ISBN 97884-7702-866-6
- The Essential Clive Barker: Selected Fiction (1999), ISBN 9780060195298, colección de más de 70 extractos de novelas y obras de teatro y 4 relatos completos (1 cuento y 3 novelas cortas):
"The Departed", "The Forbidden" (novela corta), "In the Hills, the Cities" (novela corta), "Jacqueline Ess: Her Will and Testament" (novela corta)
- Clive Barker's First Tales (2013), ISBN 9781311693518, colección de 1 cuento y 1 novela corta:[5]
"The Wood on the Hill", "The Candle in the Cloud" (novela corta)
- Tonight, Again: Tales of Love, Lust and Everything in Between (2015), ISBN 9781596066946, colección de 24 cuentos y 7 poemas:
"Tonight, Again", "I Love You" (poema), "Craw: A Fable", "Afraid", "Moved", "I Imagine You", "If the Pen Is the Penis" (poema), "Touch the Rod" (poema), "Martha", "Tit", "The Freaks", "Cruelty" (poema), "Dollie", "The Collection", "What May Not Be Shown", "Two Views from a Window", "Men in the Aisles of Supermarkets" (poema), "A Blessing", "Unrequited", "Another Genesis", "Inside Out (Wasteland)", "I Have My Art" (poema), "Aurora", "Whistling in the Dark", "The Common Flesh", "Mr. Fred Coady Professes His Undying Love for His Little Sylvia", "The Phone Call", "The Multitude", "A Monster Lies in Wait" (poema), "An Incident at the Nunnery", "The Genius of Denny Dan"

No publicados en colecciones:
- "Almas perdidas" ("Lost Souls") (1986)
- "Coming to Grief" (1988), novela corta
- "The Rhapsodist" (1988)
- "Nightbreed" (1990), guion de la película, basado en la novela Cabal
- "Pidgin and Theresa" (1993)
- "Animal Life" (1994)
- "Sacrament" (1996), novela corta
- "Haeckel's Tale" (2005)
- "How Mr. Maximillian Bacchus' Travelling Circus Reached Cathay, and Entertained the Court of the Khan Called Kublai In Xanadu, How They Sought the Bearded Bird, and How, At Last, Angelo Was Lost" (2009)
- "How the Clown Domingo de Y Barrondo Fell Over the Edge of the World" (2009)
- "The Face of the Flying Fish and Why Docor Jozabiah Bentham's Theatre of Tears Sailed North" (2009)
- "The Wedding of Indigo Murphy To the Duke Lorenzo de Medici and How Angelo Was Discovered in an Orchard" (2009)
- "And So with Cries" (2009)
- "A Night's Work" (2013)

### Obras de teatro
Colecciones:
- Incarnations: Three Plays (1995), colección de 3 obras de teatro:
"Colossus", "Frankenstein in love or The Life of death", "The History of the Devil or Scenes from a Pretended Life"
- Forms of Heaven: Three Plays (1996), colección de 3 obras de teatro:
"Crazyface", "Paradise Street", "Subtle Bodies"

No publicadas en colecciones:
- "A Clowns' Sodom" (1976)
- "Day of the Dog" (1977)
- "The Sack" (1978)
- "The Magician" (1978)
- "Dog" (1979)
- "Nightlives" (1979)
- "Dangerous World" (1981)
- "The Secret Life of Cartoons" (1982)

### Poemas
No publicados en colecciones:
- "Six Commonplaces (from Weaveworld)" (1987), publicado en Fantasy Tales, V9n17, Summer 1987
- "There Was A Time" (2010), publicado en Multiverses por Preston Grassmann
- "The Hour" (2021), publicado en Out of the Ruins por Preston Grassmann

### No ficción
Arte
- Serie Clive Barker, Illustrator:
  1. Clive Barker, Illustrator (1990)
  2. Illustrator II: The Art of Clive Barker (1992)
- Visions of Heaven and Hell (2005)
- Serie Clive Barker: Imaginer:
  1. Clive Barker: Imaginer Volume 1 (2014)
  2. Clive Barker: Imaginer Volume 2 (2015)
  3. Clive Barker: Imaginer Volume 3 (2016)
  4. Clive Barker: Imaginer Volume 4 (2017)
  5. Clive Barker: Imaginer Volume 5 (2018)
  6. Clive Barker: Imaginer Volume 6 (2018)
  7. Clive Barker: Imaginer Volume 7 (2020)
  8. Clive Barker: Imaginer Volume 8 (2020)

Ensayos
- The Painter, The Creature and The Father of Lies (2011)

### Juguetes
- Tortured Souls (2001-2002). Doce figuras de acción (seis lanzadas en 2001 y otras seis en 2002) y una novela corta con los personajes de las seis primeras figuras.

## Adaptaciones

### Cine
- Rawhead Rex (1986), película dirigida por George Pavlou, basada en la novela corta "Rex Cabezacruda" ("Rawhead Rex")
- Hellraiser (1987), película dirigida por Clive Barker, basada en la novela corta Hellraiser
- Hellbound: Hellraiser II (1988), película dirigida por Tony Randel, basada en personajes de la novela corta Hellraiser
- Nightbreed (1990), película dirigida por Clive Barker, basada en la novela corta Cabal
- Hellraiser III: Hell on Earth (1992), película dirigida por Anthony Hickox, basada en personajes de la novela corta Hellraiser
- Candyman (1992), película dirigida por Bernard Rose, basada en la novela corta "Lo prohibido" ("The Forbidden")
- Candyman: Farewell to the Flesh (1995), película dirigida por Bill Condon, basada en personajes de la novela corta "Lo prohibido" ("The Forbidden")
- Lord of Illusions (1995), película dirigida por Clive Barker, basada en la novela corta "La última ilusión" ("The Last Illusion")
- Hellraiser: Bloodline (1996), película dirigida por Kevin Yagher y Joe Chapelle, basada en personajes de la novela corta Hellraiser
- The Body Politic, primera historia del telefilme Quicksilver Highway (1997) dirigido por Mick Garris, basada en la novela corta "La política del cuerpo" ("The Body Politic")
- Candyman 3: Day of the Dead (1999), película dirigida por Turi Meyer, basada en personajes de la novela corta "Lo prohibido" ("The Forbidden")
- Hellraiser: Inferno (2000), película dirigida por Scott Derrickson, basada en personajes de la novela corta Hellraiser
- Hellraiser VI: Hellseeker (2002), película dirigida por Rick Bota, basada en personajes de la novela corta Hellraiser
- Hellraiser: Deader (2005), película dirigida por Rick Bota, basada en personajes de la novela corta Hellraiser
- Hellraiser: Hellworld (2005), película dirigida por Rick Bota, basada en personajes de la novela corta Hellraiser
- Hellraiser: Prophecy (2006), fan film dirigido por Jonathan S. Kui, basada en personajes de la novela corta Hellraiser
- The Midnight Meat Train (2008), película dirigida por Ryuhei Kitamura, basada en la novela "El tren de la carne de medianoche" ("The Midnight Meat Train")
- Hellraiser: Deader - Winter's Lament (2009), fan film dirigido por Jonathan S. Kui, basada en personajes de la novela corta Hellraiser
- Dread (2009), película dirigida por Anthony DiBlasi, basada en la novela corta "Terror" ("Dread")
- Book of Blood (2009), película dirigida por John Harrison, basada en los cuentos "Los muertos tienen autopistas" ("The Book of Blood") y "On Jerusalem Street"
- Hellraiser: Revelations (2011), película dirigida por Víctor García, basada en personajes de la novela corta Hellraiser
- Hellraiser: Judgment (2018), película dirigida por Gary J. Tunnicliffe, basada en personajes de la novela corta Hellraiser
- Chatterer: A Hellraiser Fan Film (2020), fan film dirigido por Nicholas Michael Jacobs, basada en personajes de la novela corta Hellraiser
- Candyman (2021), película dirigida por Nia DaCosta, basada en personajes de la novela corta "Lo prohibido" ("The Forbidden")
- Miles, segunda historia del telefilme Books of Blood (2020) dirigido por Brannon Braga, basada en el cuento "Los muertos tienen autopistas" ("The Book of Blood")
- Bennett, tercera historia del telefilme Books of Blood (2020) dirigido por Brannon Braga, basada en el cuento "On Jerusalem Street"
- Hellraiser (2022), película dirigida por David Bruckner, basada en la novela corta Hellraiser

Las obras de Barker han tenido diversas críticas. Se inició con los cortos The Forbidden (1973) y Salome (1978), películas experimentales con elementos surrealistas que fueron posteriormente relanzadas con una aceptación moderada de la crítica. En 1987 se estrenó la que hasta el momento es su obra más exitosa, Hellraiser.
Después de que Razas de la noche (Nightbreed, 1990), basada en su relato Cabal, viera la luz y fuera considerada por muchos como un fracaso, Barker regresó a escribir y dirigir El señor de las Ilusiones (Lord of Illusions, 1995).
Un relato corto recopilado en su libro In the Flesh, llamado The Forbidden, sirvió de base para la película Candyman y sus dos secuelas. 
En 1998 produjo la película Dioses y monstruos (Gods and monsters), recibiendo el elogio de la crítica.
En 2008 el director japonés Ryuhei Kitamura estrenó The Midnight Meat Train, con guion de Jeff Buhler, basada en el relato homónimo de Barker, quien también actuó como productor. En el 2009 fueron adaptados dos cuentos extraídos de Books of Blood y Jerusalem Street en una sola película; sin embargo ésta no tuvo mucho éxito.
Actualmente Barker se encuentra trabajando en la adaptación de sus libros The Arabat Quartet bajo la gerencia de Disney y en una película basada en su línea de muñecos Tortured Souls, de McFarlane Toys. La última adaptación de su cuento Dread fue realizada, cosechando buenas críticas.

### Cómics
La obra de Barker ha sido una fuente de inspiración y ha tenido numerosas adaptaciones, en las cuales se continua narrando historias basadas en los universos creados por él.
Algunas de sus obras fueron editadas por el sello Epic de Marvel Comics, incluyendo series como Nightbreed (Razas de noche), Pinhead, The Harrowers, Book of the Damned y Jihad. En Eclipse Comics ha publicado numerosas obras, como Tapping The Vein, Dread, Son of Celluloid, Revelations, The Life of Death, Rawhead Rex y The Yattering and Jack; y en Dark Horse Comics, la miniserie Primal.
Como fan del cómic, Barker logró hacer realidad su sueño de publicar sus propios cómics de superhéroes cuando Marvel Comics lanzó Razorline en 1993. Basados en sus premisas detalladas y en sus personajes, los cuatro títulos interrelacionados, fuera del Universo Marvel, fueron Ectokid (escrito primero por James Robinson y luego por el futuro cocreador de Matrix Larry Wachowski con dibujos de Steve Skroce), Hokum & Hex (escrito por Frank Lovece con dibujos de Anthony Williams), Hyperkind (escrita por Fred Burke con arte de Paris Cullins) y Saint Sinner (escrito por Elaine Lee con arte de Max Douglas). El telefilm de 2002 de Barker llamado Saint Sinner no tiene relación con el cómic.
Desde 2005, IDW Publishing ha publicado varias adaptaciones al cómic de sus obras, como su novela infantil "El ladrón de días" (The Thief of Always), por Kris Oprisko y Gabriel Hernández y la adaptación de "El gran espectáculo secreto" (The Great and Secret Show), por Chris Ryall y Gabriel Rodríguez. En 2009, IDW publicó el cómic Seduth, con efectos en 3-D.

### Videojuegos
Clive Barker's Undying fue desarrollado por la empresa Electronic Arts y vio la luz el día de San Valentín del año 2001. El juego transcurre en una antigua mansión en la cual ocurren sucesos paranormales.
Clive Barker's Jericho fue lanzado el 23 de octubre del año 2007, siguiendo la línea del escritor, quien diseñó íntegramente los personajes y escenarios, logrando una realista ambientación.